# Rafael Matheus Costa
Rafael Matheus Costa (* 15. November 2000 in Salvador), auch bekannt als Rafael Costa, ist ein brasilianischer Fußballspieler.

## Karriere
Rafael Costa erlernte das Fußballspielen in den Jugendmannschaften von Clube de Regatas Brasil und Grêmio Porto Alegre. 2020 unterschrieb er einen Vertrag bei Grêmio Porto Alegre. Von Januar 2022 bis Anfang April 2022 wurde er an den Zweitligisten Brusque FC ausgeliehen. Hier kam er jedoch nicht zum Einsatz. Im Januar 2023 unterschrieb er einen Vertrag beim Anápolis FC. Für den Viertligisten aus Anápolis bestritt er zehn Viertligaspiele und 14 Spiele in der Staatsmeisterschaft von Goiás. Mitte Juli 2023 wechselte er nach Asien. Hier unterschrieb er in Japan einen Vertrag beim Zweitligisten Tochigi SC. Am Ende der Saison 2024 belegte er mit Tochigi den 18. Tabellenplatz und musste somit in die dritte Liga absteigen.